# Konoe Sakihisa
Konoe Sakihisa est un nom japonais traditionnel ; le nom de famille (ou le nom d'école), Konoe, précède donc le prénom (ou le nom d'artiste).
Konoe Sakihisa (近衛 前久) (1536 – 7 juin 1612), fils du régent Taneie, est un kuge (noble de cour) du Japon. Sa vie couvre les époques Sengoku, Azuchi-Momoyama et le début de l'époque d'Edo. Il sert comme kanpaku, sadaijin et daijō daijin et s'élève au premier rang junior. Il est kanpaku durant le règne de l'empereur Go-Nara. Konoe Nobutada est son fils.
Sakihisa est actif dans les cercles politiques et militaires. Il est membre de la famille Konoe, importante branche du clan Fujiwara. Sa jeune sœur est l'épouse du daimyo Asakura Yoshikage. Sakihisa se fait valoir auprès d'Oda Nobunaga et l'accompagne dans le Kōshū dans la campagne de ce dernier contre le clan Takeda. Sa fille Sakiko est adoptée par Toyotomi Hideyoshi et devient une consort de l'empereur Go-Yōzei et donne naissance à son fils, l'empereur Go-Mizunoo.
En 1582, Sakihisa reçoit sa nomination au poste de daijō daijin, poste dont il démissionne plus tard cette même année. En 1585, il adopte Hashiba (plus tard Toyotomi Hideyoshi), ce qui donne à celui-ci la légitimation des Fujiwara, ouvrant la voie à sa nomination comme kanpaku.

## Source de la traduction
- (en) Cet article est partiellement ou en totalité issu de l’article de Wikipédia en anglais intitulé « Konoe Sakihisa » (voir la liste des auteurs).